# Christoph Heinemann (Priester, 1970)
Christoph Heinemann OMI (* 13. Februar 1970 in Bad Driburg) ist ein katholischer Ordenspriester und seit dem 11. Mai 2025 der vierte Provinzial der mitteleuropäischen Provinz der Oblaten (Deutschland, Österreich und Tschechien). Er hat seinen Sitz im Provinzialat des Ordens im St. Bonifatiuskloster in Hünfeld.
Nach dem Abitur am St. Nikolauskloster 1994 trat er in das Noviziat des Ordens ein. Er studierte in Mainz und absolvierte ein Auslandsjahr in Kamerun. Seine Pastoralausbildung erfolgte in Oberschwaben und München, bevor er 2000 die Priesterweihe empfing. Seit 2003 war er für die Presse- und Öffentlichkeitsarbeit der Oblaten zuständig, unter anderem als Redakteur der ordenseigenen Zeitschrift Der Weinberg, als Herausgeber der Predigtzeitschrift Gottes Wort im Kirchenjahr und als Pressesprecher. Am 29. Januar 2025 wurde er durch den Generaloberen der Oblaten, Pater Luis Ignacio Rois Alonso zum Provinzial der mitteleuropäischen Provinz ernannt. Er wurde am 11. Mai 2025 in sein Amt eingeführt und folgte damit Pater Felix Rehbock nach.